# Phreatia kempfii
Phreatia kempfii är en orkidéart som beskrevs av Rudolf Schlechter. Phreatia kempfii ingår i släktet Phreatia och familjen orkidéer. Inga underarter finns listade i Catalogue of Life.